# Šalimar vrtovi u Lahoreu
Šalimar vrtovi (pandžabi: شالیمار باغ) ili Šalamar vrtovi su perzijski vrtovi koje je u Lahoreu (pokrajina Pandžab, Pakistan) dao izgraditi Džahan-šah tijekom 1641. i 1642. godine. Nalaze se 5 km od središta grada i značajno su utjecali na vrtnu arhitekturu širom središnje Azije.
Oni su, zajedno s Utvrdom Lahore, upisani na UNESCO-ov popis mjesta svjetske baštine u Aziji i Oceaniji 1981. godine kao "Utvrda Lahore i vrtovi Šalimar", a na popis ugroženih mjesta svjetske baštine su dospjeli na zahtjev pakistanske vlade zbog uništenja povijesnih rezervoara 1999. godine kako bi se proširio put i zbog propadanja zidova vrta. No, 2012. godine su izbrisani s ovog popisa zbog poboljšanja zaštite.

## Povijest
Mjesto Išak Pura na kojemu se nalaze Šalimar vrtovi je pripadalo plemićkoj obitelji Zalidar, kojoj je mogulski car dodijelio titulu "Mijan", zbog njihovih usluga Carstvu. Za vladavine Džahan-šaha, Mian Muhamed Jusuf je donirao ovo područje, poznato po dobrom tlu i povoljnoj lokaciji, za izgradnju carskog vrta. Obitelj Zalidar je upravljala vrtovima sljedećih 350 godina.
Godine 1962., Šalimar vrtove je nacionalizirao general Ajub-kan, nakon što se obitelj Zalidar suprotstavila njegovom uvođenju policijskog sustava u Pakistanu. On je obustavio i Mela Čiraghan festival koji se do 1958. godine anualno održavao u Šalimar vrtovima.

## Odlike
Šalimar vrtovi imaju oblik paralelograma okruženog visokim zidom od opeke koji je poznat po svojim raskošnim čipkastim dekoracijama. Vrt je dizajniran prema perzijskom konceptu Čar Bagh, prema osi sjever-jug dug je 658, a od istoka na zapad širok 258 metara. Od sjevera prema jugu pružaju se tri razine terasa:
- Gornja terasa, tzv. "Darovatelj užitaka"
- Srednja terasa, tzv. "Darovatelj dobrote"
- Donja terasa, tzv. "Darovatelj života"

Vrtove navodnjava kanal zvan Šah Nahar ("Kraljevski kanal") koji presjeca vrtove i završava u velikom mramornom bazenu u srednjoj terasi. U bazenu i u kanalu nalazi se 410 fontana koji se prazne u široke mramorne bazene. Od pet vodenih kaskada najveća je mramorna kaskada ispred paviljona Sauan Bhadum. Od građevina tu se nalazi još nekoliko paviljona, hamam ili kraljevsko kupalište, ajvan ili velika dvorana, Divan-e-has-o-Aam (carska prijemna dvorana) i dva prolaza s minaretima u kutovima. U vrtu rastu razne vrste biljaka, većinom voćki kao što su: jabuka, bademi, breskva, trešnja, mango, marelica, šljiva i dr.

## Vanjske poveznice
- Sattar Sikander, The Shalamar: A Typical Muslim Garden, Islamic Environmental Design Research Centre  Arhivirana inačica izvorne stranice od 14. veljače 2006. (Wayback Machine) (engl.) Posjećeno 15. ožujjka 2011.